# Ciona hoshinoi
Ciona hoshinoi är en sjöpungsart som beskrevs av Monniot 1991. Ciona hoshinoi ingår i släktet Ciona och familjen Cionidae. Inga underarter finns listade i Catalogue of Life.